# Vallée de Mai
Vallée de Mai je rezervat prirode u središtu otoka Praslin u Indijskom oceanu (Sejšeli). Uglavnom ga čini šuma endemskih palmi coco de Mer (oko 5.000 primjeraka), kao i drugih pet endemskih palmi. Coco de Mer ima najveće sjemenke u svijetu biljaka, a listovi joj imaju promjer do 6, i duljinu do 14 metara.
Granitno tlo otoka Praslina je staro oko 650 milijuna godina (prekambrij), a krajolik Valle de Mai je ostatak prašume koja je postojala u vrijeme dok je otok bio dio Gondvane. Milijuni godina izolacije Sejšela su doveli do razvitka jedinstvene bioraznolikosti, koja se nigdje ne može bolje vidjeti nego na Valle de Mai. Šuma je do 1930-ih bila nedirnuta, a tada je postala privatni botanički vrt s mnogim drugim biljkama koje su uvedene. God. 1945. vlada ga je otkupila i od tada pokušava izbaciti ne-autohtone biljke i vratiti ga u izvorni oblik. Šuma je postala rezervatom prirode 18. travnja 1966. godine, i to kao jedan od najmanjih na svijetu, površine svega 20 hektara. God. 1983. rezervat prirode Valle de Mai je upisan na UNESCO-ov popis mjesta svjetske baštine u Africi kao "prirodna šuma palmi u gotovo izvornom obliku".
U rezervatu Valleé de Mai obitavaju i jedinstvene vrste ptica (endemski kosovi i papige kao što je sejšelska papiga (Coracopsis barklyi) ili crna papiga, Coracopsis nigra), sisavaca (npr. šišmiš Sejšelska leteća lisica), školjkaša, puževa i reptila (nekoliko vrsta endemskih macaklina).
U Rezervatu postoji put koji ga okružuje i vodi do slapa u središtu, te potok koji ga presijeca. Turisti za 25 € (od 2009.) mogu proći kroz cijeli park do uzvišenja s kojega se pruža najbolji pogled na cijeli krajolik. Strogo je zabranjeno ostavljanje bilo čega u rezervatu, ali i uzimanje bilo čega iz rezervata.

## Galerija
- Panorama Vallée de Mai
- Posjetitelji u rezervatu
- Vrste palmi u rezervatu
- Prolaz kroz šumu

## Vanjske poveznice
- WCMC podaci o Valle de Mai  Arhivirana inačica izvorne stranice od 8. veljače 2007. (Wayback Machine)
- Članak o rezervatu prirode Vallée de Mai (engl.)